# Etamsylat
Etamsylat (łac. etamsylatum) – organiczny związek chemiczny z grupy sulfonianów, lek o działaniu hemostatycznym.

## Działanie
Działający wybiórczo na ścianę kapilar, lek o działaniu hemostatycznym, uszczelnia naczynia krwionośne powodując zmniejszenie ich łamliwości i przepuszczalności. Skraca czas krwawienia, nie powodując zaburzeń w układzie krzepnięcia. Czas protrombinowy pozostaje niezmieniony. Podany
doustnie wykazuje maksymalne działanie po około 3 h. Utrzymuje się ono do 4–6 h. Jest lekiem wspomagającym terapię hemostatyczną.

## Wskazania
Plamice pochodzenia naczyniowego (np. zapalenie naczyń związane z IgA), pozakaźne, starcze, w zaburzeniach krążenia żylnego. Zapobiegawczo można go podawać w cukrzycy, nadciśnieniu tętniczym, otyłości, miażdżycy tętnic, w chorobach przebiegających ze zwiększoną łamliwością i przepuszczalnością naczyń włosowatych. Stosowany jest także zapobiegawczo i leczniczo przed i w trakcie zabiegów okulistycznych, stomatologicznych oraz w nadmiernych krwawieniach pourazowych i przedłużającej się menstruacji. W przypadku masywnych krwawień konieczne jest ustalenie powodu krwawienia i zastosowanie leczenia przyczynowego – etamsylat działa jedynie wspomagająco.

## Działania niepożądane
Czasami może wywoływać objawy uczuleniowe (wysypki), bóle głowy, nudności.

## Interakcje
Praktycznie nie występują.

## Dawkowanie
W nadmiernej miesiączce 500 mg 4 razy dziennie, po posiłkach, aż do ustąpienia krwawień. Przed i po zabiegach: przez 3 dni przed i kilka dni (w zależności od potrzeby) po zabiegu – 3 razy dziennie 500 mg. Jako leczenie podtrzymujące po ostrych krwotokach 500 mg co 4–6 godz. Zapobiegawczo w zaburzeniach krążenia 3 razy dziennie 500 mg przez 20 dni w miesiącu. Dawki dla dzieci stanowią połowę dawki dla dorosłych.
Dostępne preparaty: Cyclonamide, Cyclonamine, Dicynone.